# 회원제 도서관
회원제 도서관은 도서관 회비 나 기부금에서 중 개인 자금으로 조달된다. 공공 도서관 과는 달리, 이용자는 특정 회원으로 제한되지만, 학생과 같은 비회원에게도 접근 권한을 부여 할 수 있다.

## 개요
18세기에는 공공 기금에서 제공되고 모든 사람이 자유롭게 이용할 수 있는 도서관이라는 의미에서 사실상 공공 도서관이 없었다. 공공 도서관과 달리, 접근은 종종 회원들에게만 제한되었다. 이러한 초기 기관 중 일부는 1653년 영국의 Chetham's Library, 1680년의 Innerpeffray Library, 1704년 의 Thomas Plume's Library 와 같은 17세기 후반 영국에서 설립되었다. 미국 식민지에서 필라델피아 도서관 회사 1731년 펜실베니아 필라델피아의 벤자민 프랭클린에 의해 시작되었다. 초기 비용과 연간 회비를 지불함으로써 회원들은 책, 지도, 화석, 골동품 동전, 광물 및 과학 도구를 이용할 수 있었다.